# Suomenlinna
Le Suomenlinna (en finnois), ou Sveaborg (en suédois), ou Viapori (ancien nom finnois) est une forteresse maritime habitée, construite sur huit îles d'Helsinki, capitale de la Finlande. Elle est classée sur la liste du patrimoine mondial par l'UNESCO. Elle est très fréquentée, aussi bien par les touristes que par les habitants de la région.
Appelée précédemment Sveaborg (fort de Svea), l'île fut renommée Suomenlinna (fort de Finlande) en 1918, peu après l'indépendance de la Finlande.
La Suède, qui détenait alors une grande partie de l'actuelle Finlande, en commença la construction en 1748 comme protection contre l'Empire russe. Augustin Ehrensvärd fut chargé des travaux. L'ingénieur a repris une partie de la place forte de Brouage en Charente-Maritime en France et il a introduit des casemates ouvertes par derrière pour faciliter l'évacuation de la fumée lors des tirs. Suomenlinna est la première place forte bastionnée casematée.

## Géographie
Suomenlinna est formé de huit îles : cinq sont reliées par des ponts ou des chemins: Kustaanmiekka, Susisaari, Iso Mustasaari, Pikku Mustasaari et Länsi Mustasaari. Trois îles ne sont pas reliées : Särkkä, Lonna et Pormestarinluodot. La surface totale des huit îles est de 80 hectares soit 0,8 km2.
Suomenlinna est un quartier du district d'Ullanlinna. À la différence du système normal d'adressage postal en Finlande, les adresses sur Suomenlinna sont constituées d'une lettre codifiant l'île (A=Kustaanmiekka, B=Susisaari, C=Iso Mustasaari, D=Pikku-Mustasaari ja E=Länsi-Mustasaari) et du numéro de bâtiment dans l'île. Par exemple: « C 57 » est le bâtiment numéro 57 de l'île Iso Mustasaari (code C). Le code postal du quartier de Suomenlinna est 00190.

## Histoire

### Époque suédoise

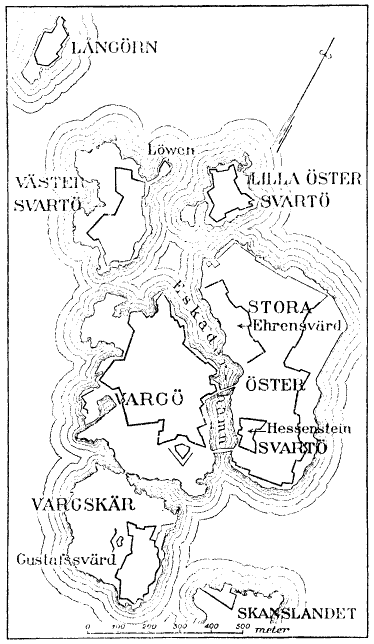
Carte de Sveaborg vers 1790.

En 1703, Pierre le Grand avait fondé une nouvelle capitale, Saint-Pétersbourg, au fond du golfe de Finlande et construit la base navale fortifiée de Kronstadt en 1710. La Russie ne tarda pas à devenir une puissance maritime en mer Baltique et à menacer la position dominante de la Suède dans la région. Après de longs débats, le parlement suédois décida, en 1747, d'ériger des fortifications le long de la frontière russe et d'établir une base navale à Helsinki pour contrebalancer celle de Kronstadt.
La forteresse d'Helsinki et de ses îles débuta en janvier 1748. Ehrensvärd avait prévu une série de fortifications indépendantes sur chacune des îles avec, au cœur du complexe, un chantier naval. Les soldats devaient être logés dans les voûtes des fortifications elles-mêmes tandis que des quartiers spécifiques, du même style gothique que l'ensemble des constructions prévues, étaient destinés aux officiers. Le plan le plus ambitieux, un square baroque sur Iso-Mustasaari inspiré de la place Vendôme à Paris, ne fut réalisé qu'à moitié.
D'autres bâtiments destinés à l'habitation furent ajoutés au fur et à mesure de l'avancement des travaux.
À la suite d'une alliance entre Alexandre Ier et Napoléon Bonaparte, la Russie lança une campagne militaire contre la Suède et occupa la Finlande en 1808. L'année suivante, la Finlande fut cédée à la Russie en vertu du Traité de Fredrikshamn et devint un grand-duché autonome au sein de l'empire russe. Sveaborg fut rebaptisée Viapori ; une période de sept siècles d'occupation suédoise en Finlande prenait fin.
La forteresse ne fut guère le théâtre de combats.
Les Russes avaient aisément pris Helsinki au début de l'année 1808 et commencèrent à bombarder la forteresse.
Son commandant, Carl Olof Cronstedt, négocia un cessez-le-feu et, devant l'absence de renforts au mois de mai, l'île fit reddition avec près de 7000 hommes en poste.
Les motivations de Cronstedt demeurent peu claires mais le caractère désespéré de la situation, la guerre psychologique menée par la Russie et les craintes pour la vie de nombreux civils sont probablement à l'origine de sa décision.

### Époque russe
Une fois la forteresse capturée, les Russes y construisirent des casernes supplémentaires, agrandirent le chantier naval et renforcèrent les lignes de fortifications. La paix qui suivit immédiatement l'annexion russe fut interrompue en 1853 par la guerre de Crimée.
Les alliés décidèrent d'attaquer la Russie sur deux fronts et envoyèrent une flotte anglo-française en mer Baltique. L'île fut bombardée deux jours durant et gravement endommagée.
Les canons russes ne cédèrent pas et les alliés, après avoir renoncé à faire débarquer leurs troupes, mirent le cap sur Kronstadt.
Les fortifications furent restaurées après la guerre. De nouveaux travaux de terrassement accueillant des pièces d'artillerie furent entrepris le long des côtes sud et ouest. Plus tard, à la veille de la Première Guerre mondiale, la forteresse et les îles alentour devinrent partie intégrante des fortifications navales de Nicolas II.
La Finlande récupéra Viapori en même temps qu'elle obtint son indépendance, en 1917. À la suite d'un discours du sénateur Svinhufvud lorsque le drapeau de la Finlande indépendante y fut levé pour la première fois, il fut décidé qu'elle ne reprendrait pas son ancien nom de Viapori mais s'appellerait désormais Suomenlinna,.
En 1918 et 1919, le camp de prisonniers de Suomenlinna y prit place après la guerre civile finlandaise.
Des 10 000 Gardes rouges prisonniers du camp de prisonniers plus de 1000 meurent de faim et de maladie et 80 sont exécutés.

### Époque contemporaine

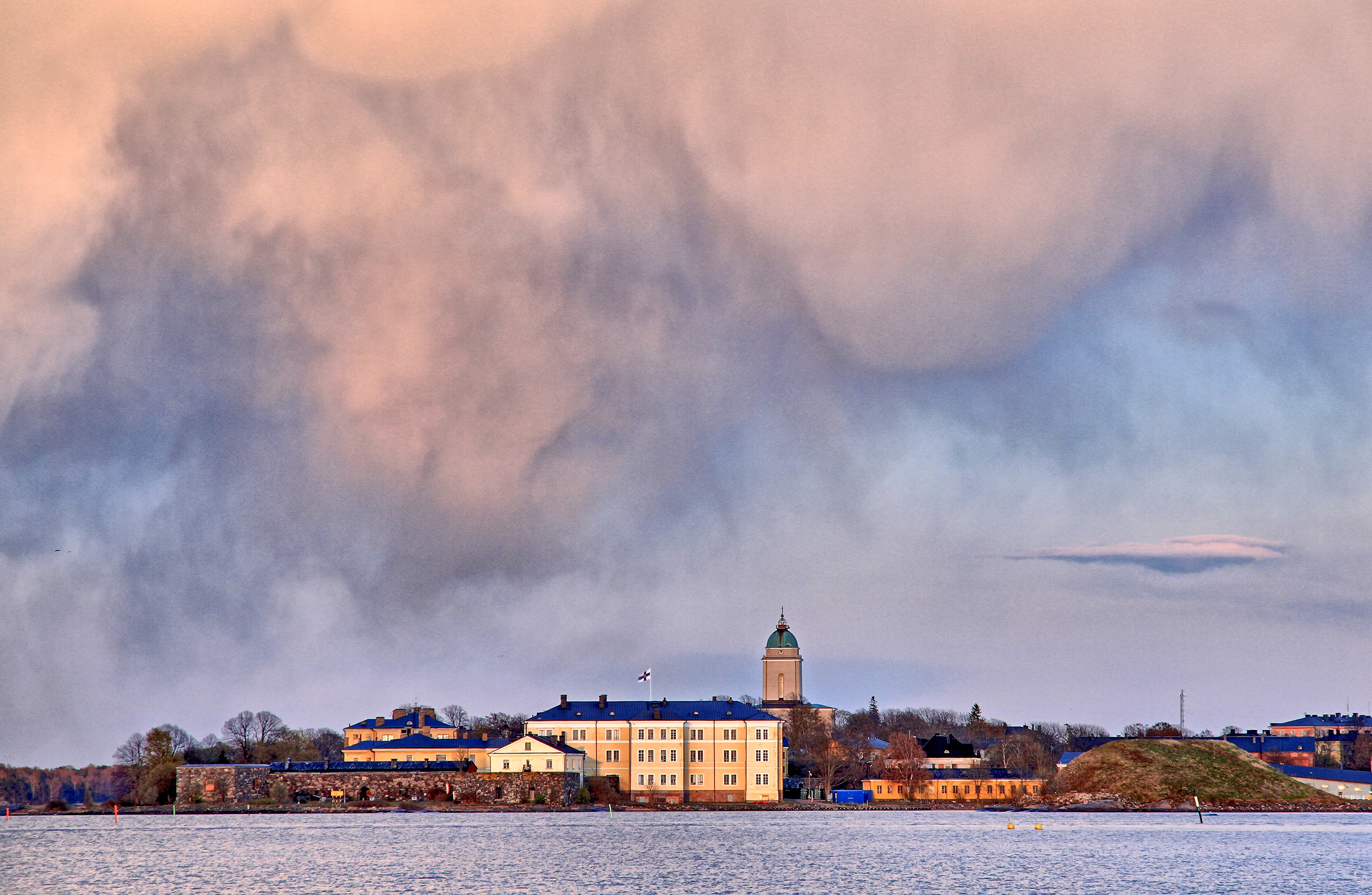
Suomenlinna. Mai 2014.

Suomenlinna perdit de son intérêt stratégique et, après avoir vu diminuer la présence militaire dans ses murs, fut restituée à l'administration civile en 1973.
Jusqu'en 1948, il faut un laisser passer écrit pour accéder à Suomenlinna.
En 1948, les îles sont ouvertes au public contre un droit de passage versé à l'office du tourisme de Finlande, bien qu'elles accueillent encore une garnison des Forces armées finlandaises.
En 1972, la forteresse passe sous contrôle civil.
De sa fonction militaire passée, il n'y reste que l'école navale.
En 1973, il est mis en place une agence de gestion de Suomenlinna sous la direction du Ministère de l'Éducation et de la Culture pour assurer la gestion du complexe,.
Il fut brièvement question de lui rendre son ancien nom finnois, Viapori, mais le nom le plus récent fut conservé.
La garnison de Suomenlinna accueille l'académie navale de la marine finlandaise.
Elle compte 753 habitants permanents au 1er janvier 2013 et 351 personnes y travaillent au 31 décembre 2011. Les travaux de maintenance et de restauration des fortifications sont assurés par une colonie pénitentiaire. Une prison ouverte inaugurée en 1971 y compte environ 100 prisonniers équipés de bracelets électroniques. L'eau, le chauffage et l'électricité y sont acheminés via un tunnel construit en 1982. Depuis le début des années 1990, le tunnel peut également être emprunté pour les transports d'urgence.
Les collections du Musée de la guerre y ont séjourné un moment, avant d'être transférées à terre. Il avait été question de créer un musée de l’artillerie côtière à Suomenlinna pendant les années 1946-1948. Ce musée a ouvert début décembre 1948 et l’exposition couvrait une période allant de la fin de l’autonomie au sein de la couronne suédoise jusqu’à l’indépendance en 1918. Toutefois, le musée d’artillerie a fermé en 2007 à cause du mauvais état des locaux. De même, la division relative à la marine du Musée de la guerre a ouvert à Suomenlinna le 6 novembre 1948. Sa mission était de présenter la défense navale de l’époque de l’indépendance. Le musée de défense navale ne restait pas longtemps, il a fermé en 1963 à cause de problèmes d’humidité et n’obtenait pas une nouvelle propriété.
Suomenlinna est maintenant l'une des principales attractions touristiques d'Helsinki.
En particulier, le Musée de la guerre expose à Suomenlinna deux éléments phares de ses collections, le sous-marin Vesikko et le « Manège » (en finnois : Maneesi).

## Architecture
Les bâtiments principaux participant au système de fortification de Suomenlinna sont répertoriés dans la liste des bâtiments de Suomenlinna.
La carte des bâtiments est la suivante:
| Carte interactive de Suomenlinna                                  |
| Carte interactive de Suomenlinna (cliquer pour voir les détails). |

## Tourisme
Suomenlinna est un des sites les plus visités du pays. En 2007, la forteresse a accueilli 690 000 visiteurs, août étant le mois le plus chargé avec près de 150 000 visiteurs. L'école navale de la ville possède le plus grand sauna du pays.

## Accès
L'île est accessible en traversier depuis la place du Marché d'Helsinki ou de Katajanokka.
Le service est géré par la société Suomenlinnan Liikenne Oy (SLL) filiale de la société des transports de la région d’Helsinki.
Le trajet dure environ 15 minutes.
Les traversiers partent de la place du Marché d'Helsinki de 6h00 à 2h20.
L'hiver il y a un départ toutes les 40–60 minutes, l'été la fréquence est supérieure.
Les autres traversiers partent de Katajanokka toutes les heures de 7h25 à 15h30.

## Personnalités
- Alexandre Kisseliov (1838-1911), peintre paysagiste

## Galerie

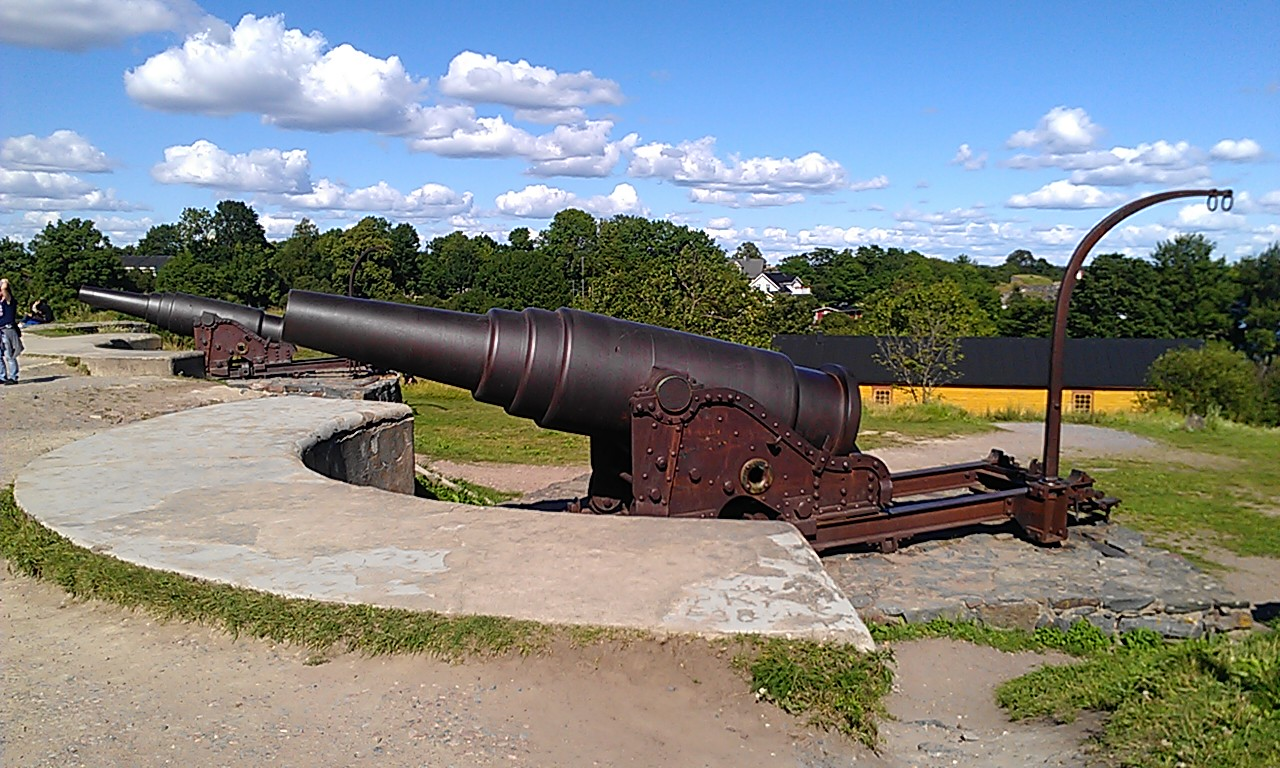
Canons de Suomenlinna
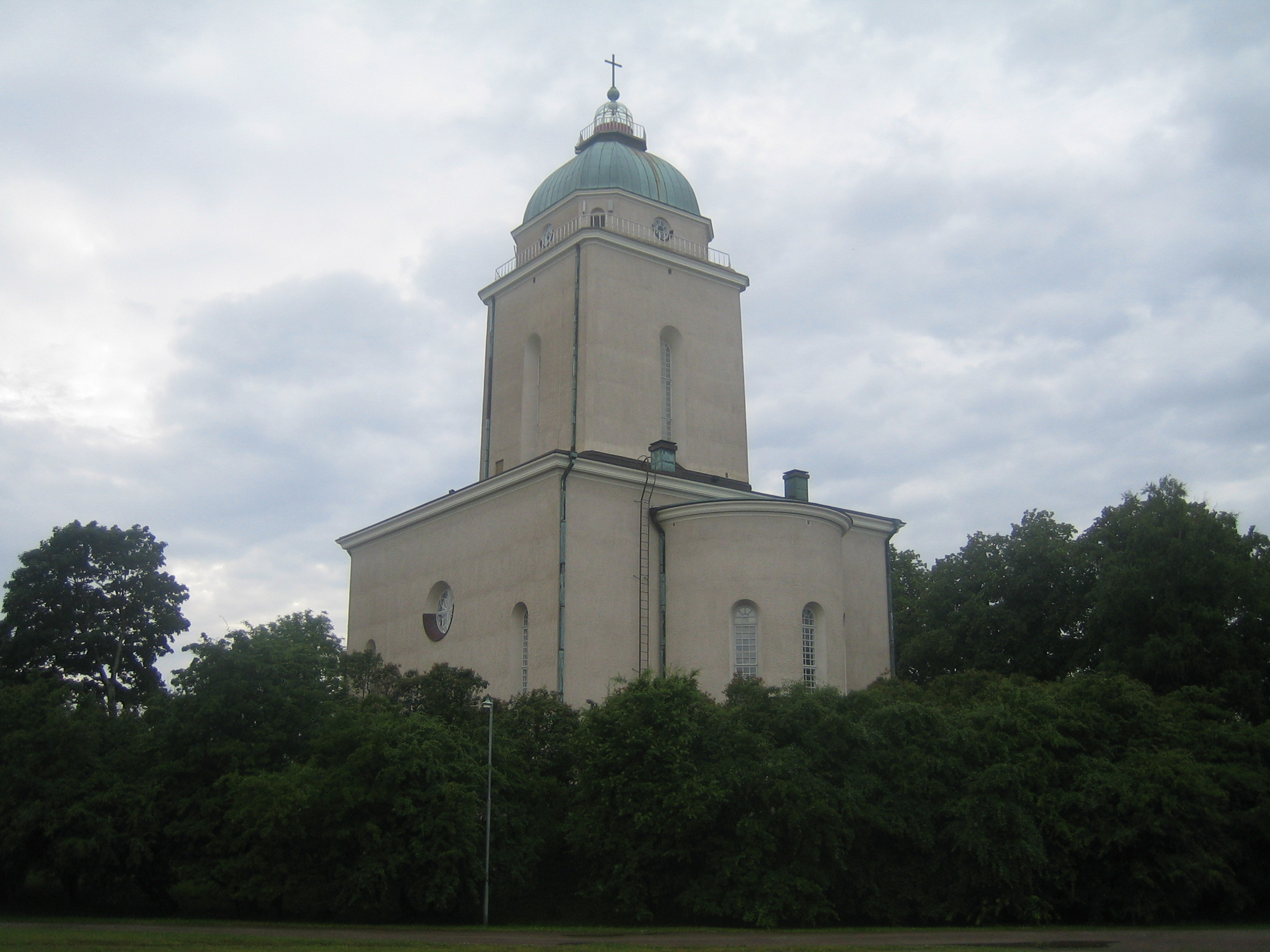
L'église de Suomenlinna
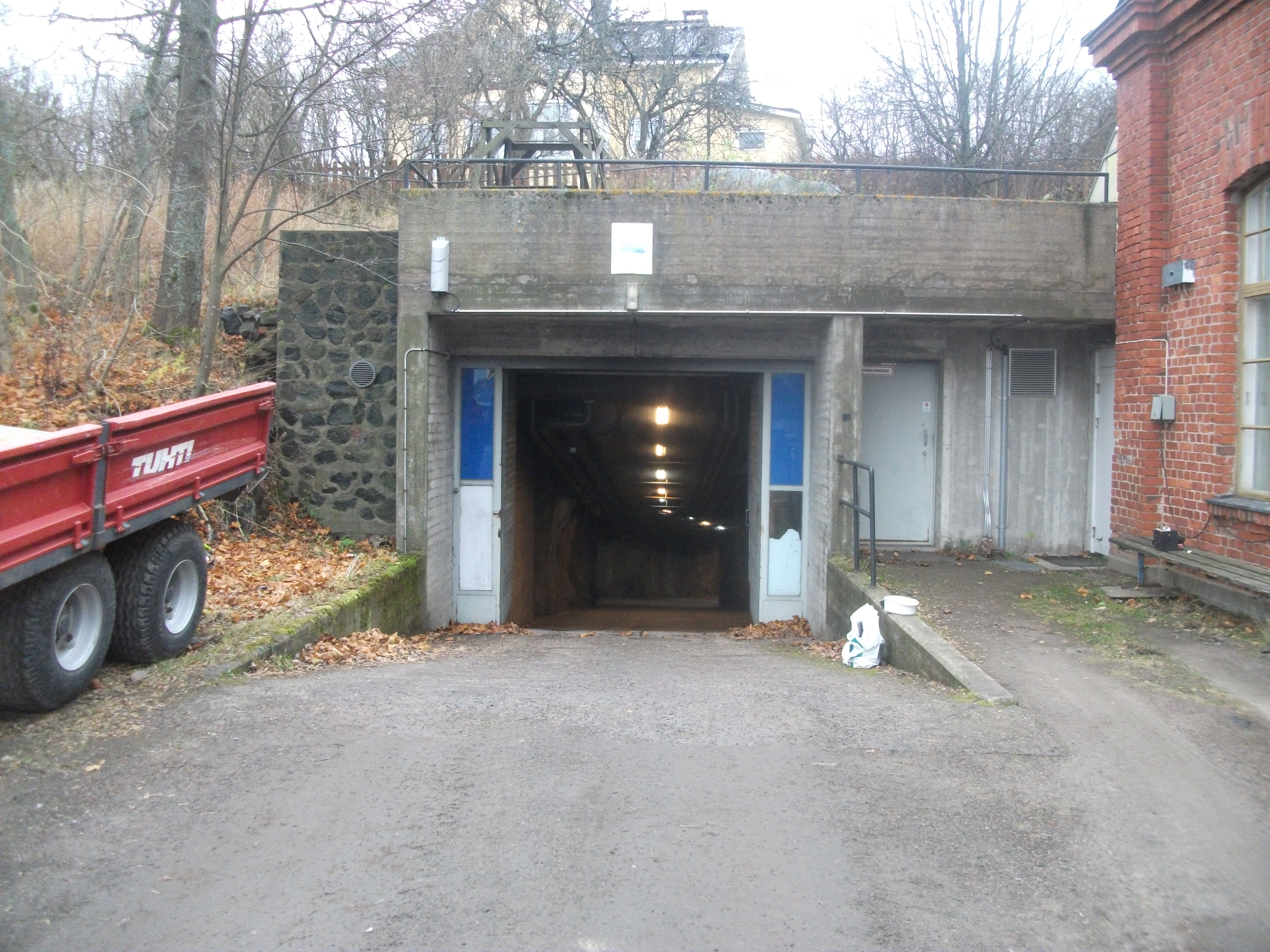
L'entrée du tunnel côté Suomenlinna
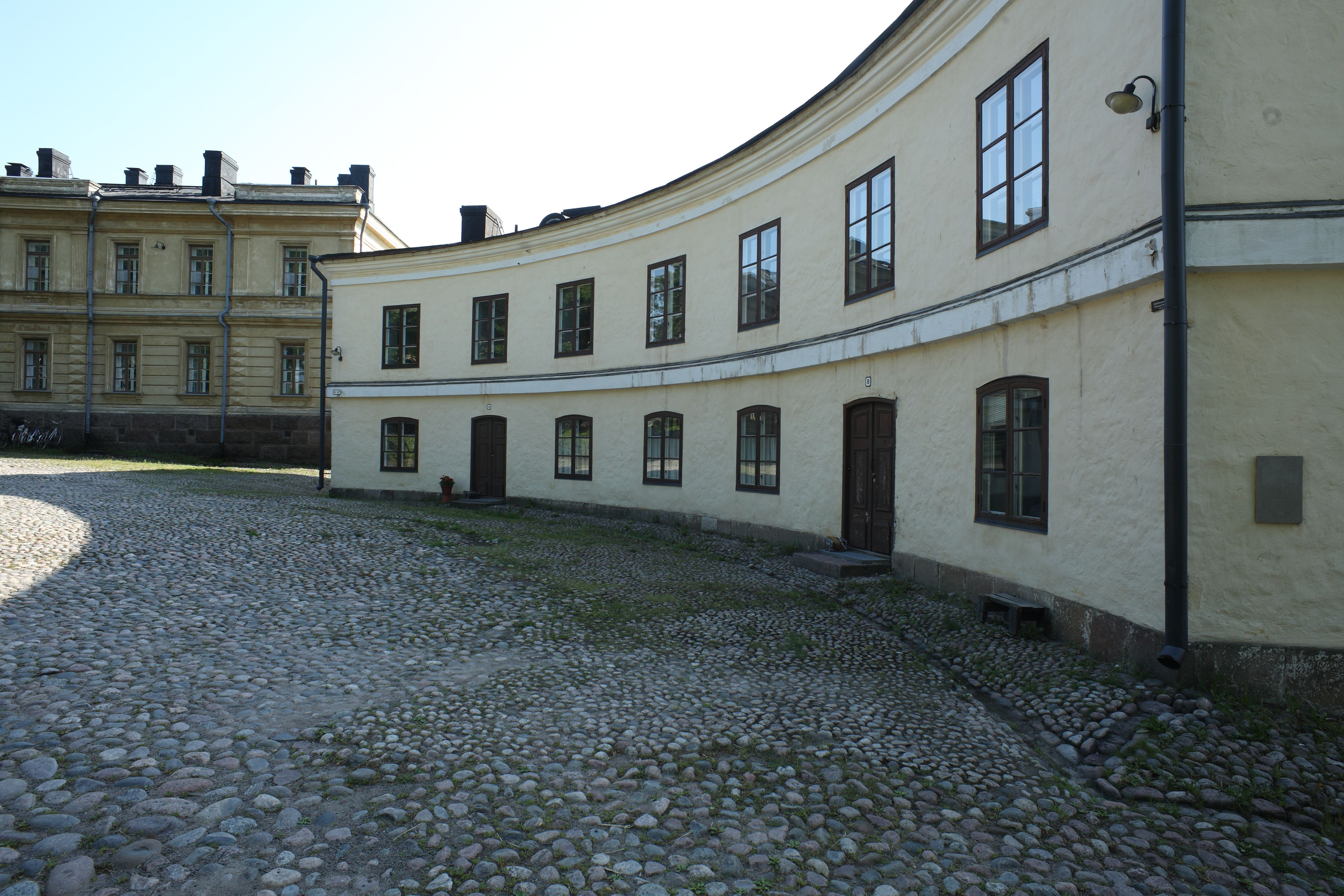
La grande cour sur Susisaari
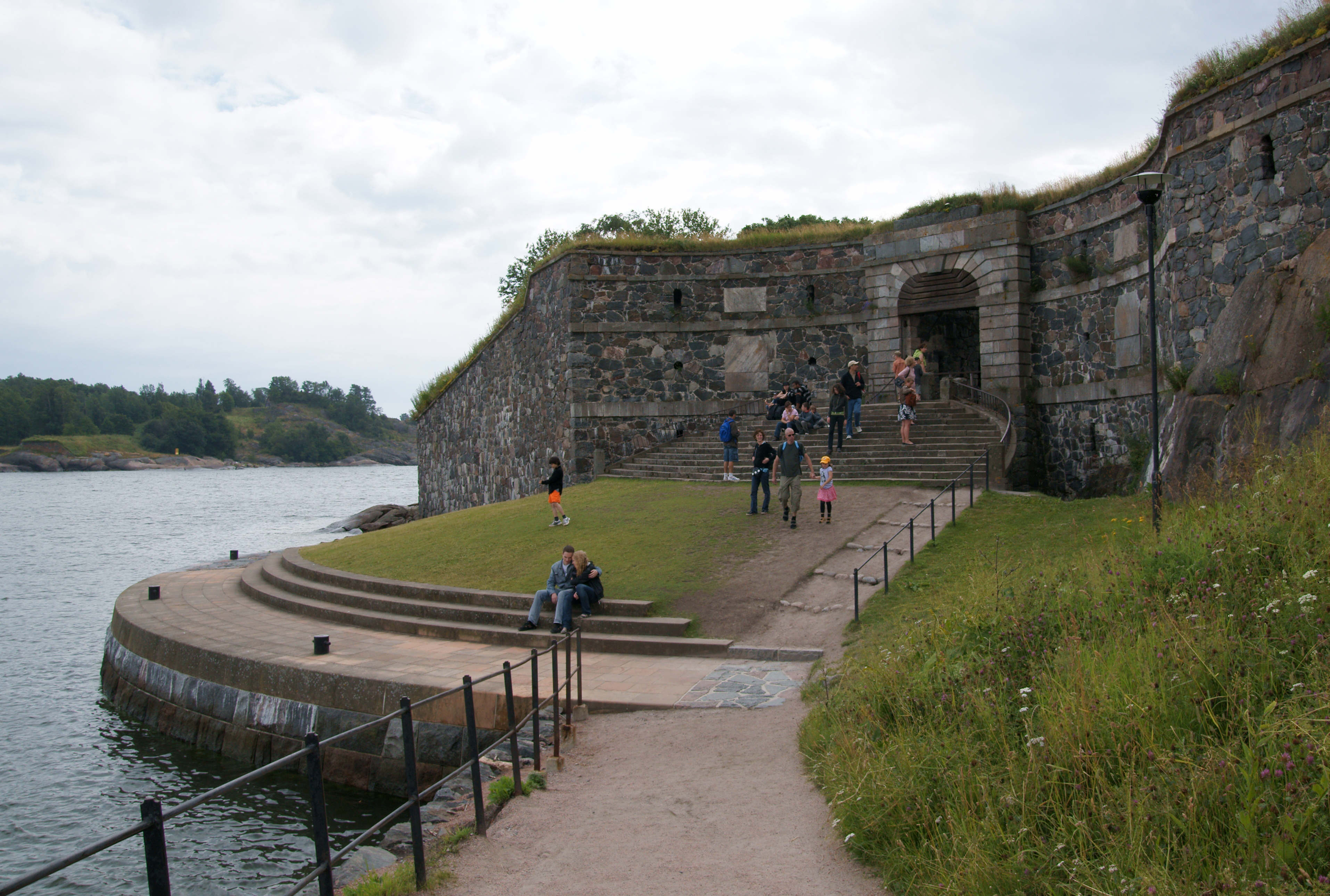
La porte royale sur Kustaanmiekka

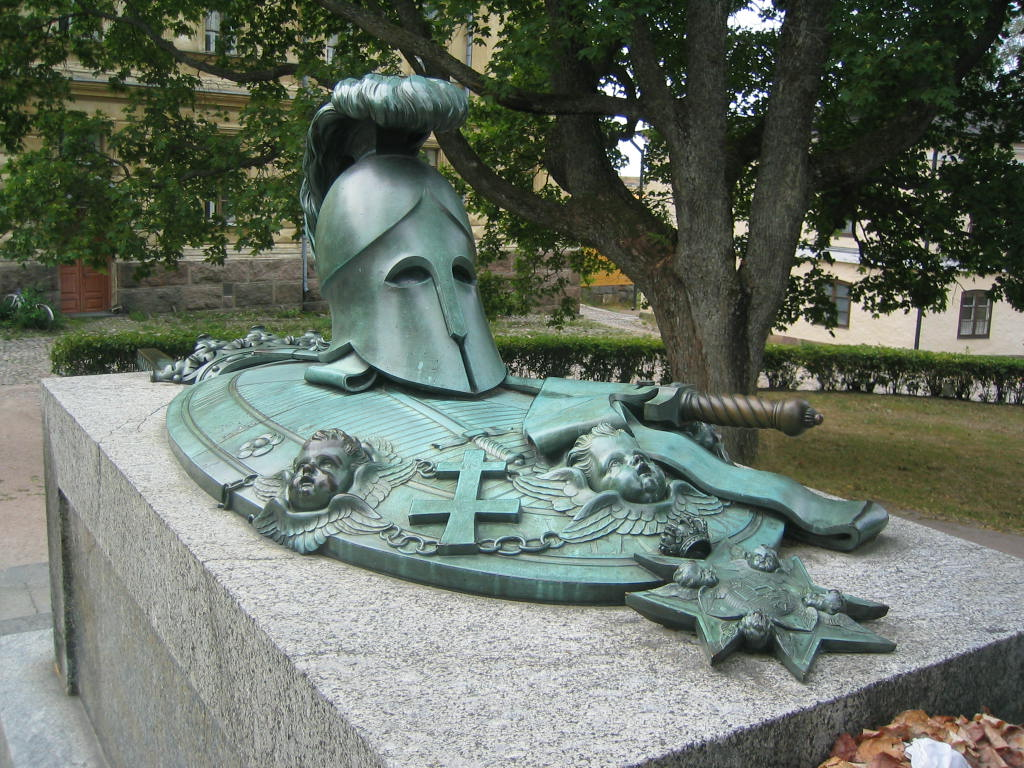
Tombe d'Augustin Ehrensvärd
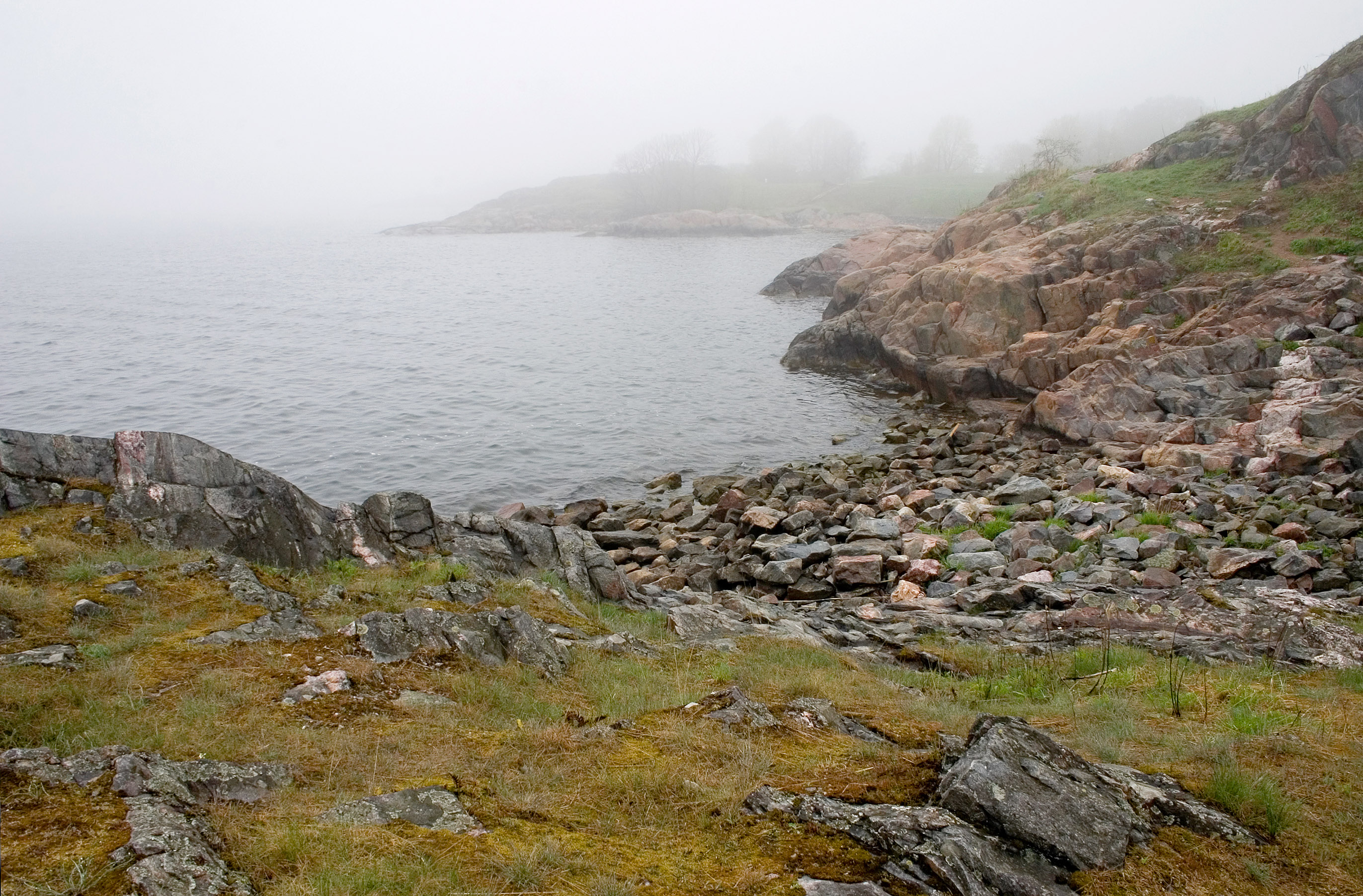
Une plage sur Susisaari
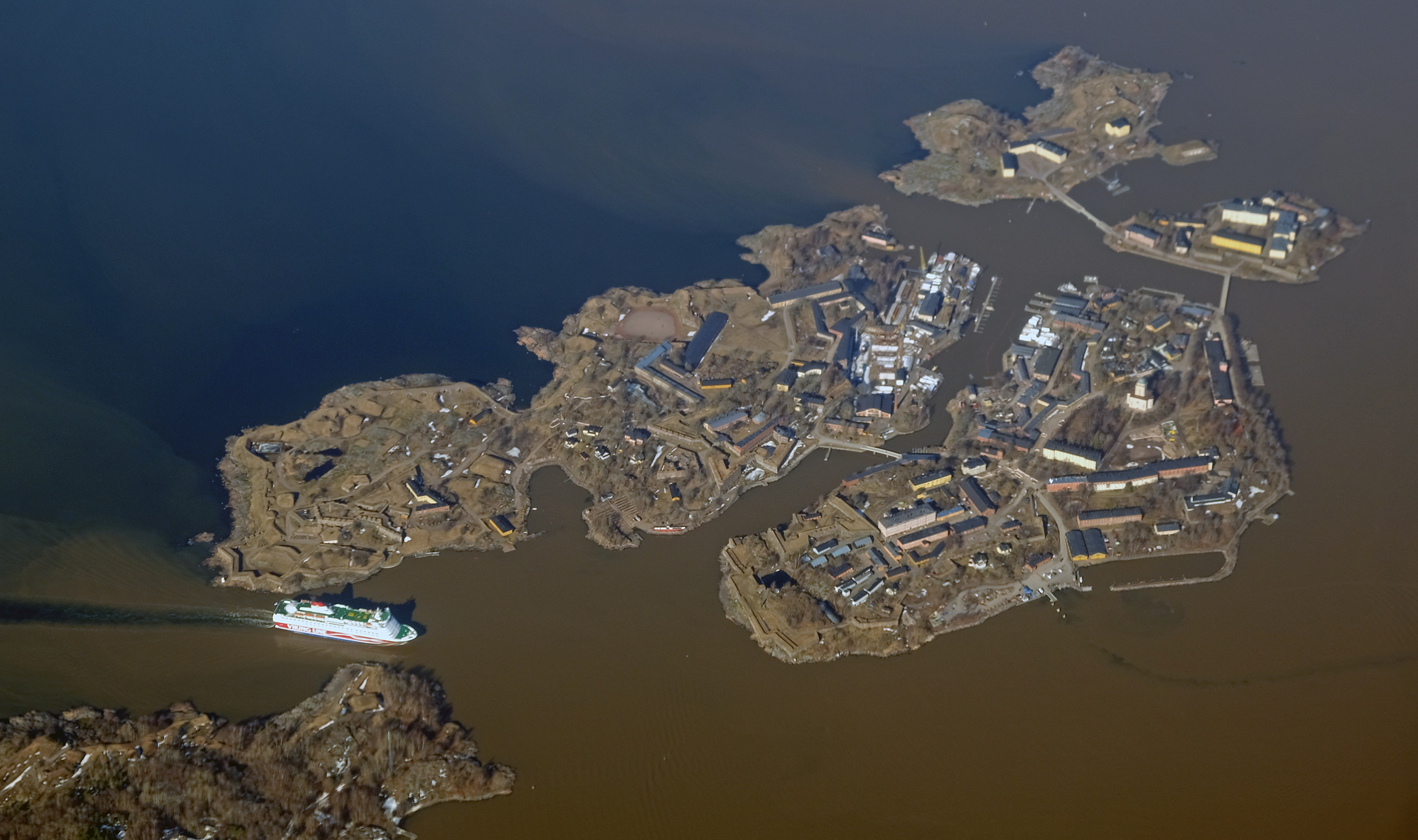
Vue aérienne des huit îles de Suomenlinna
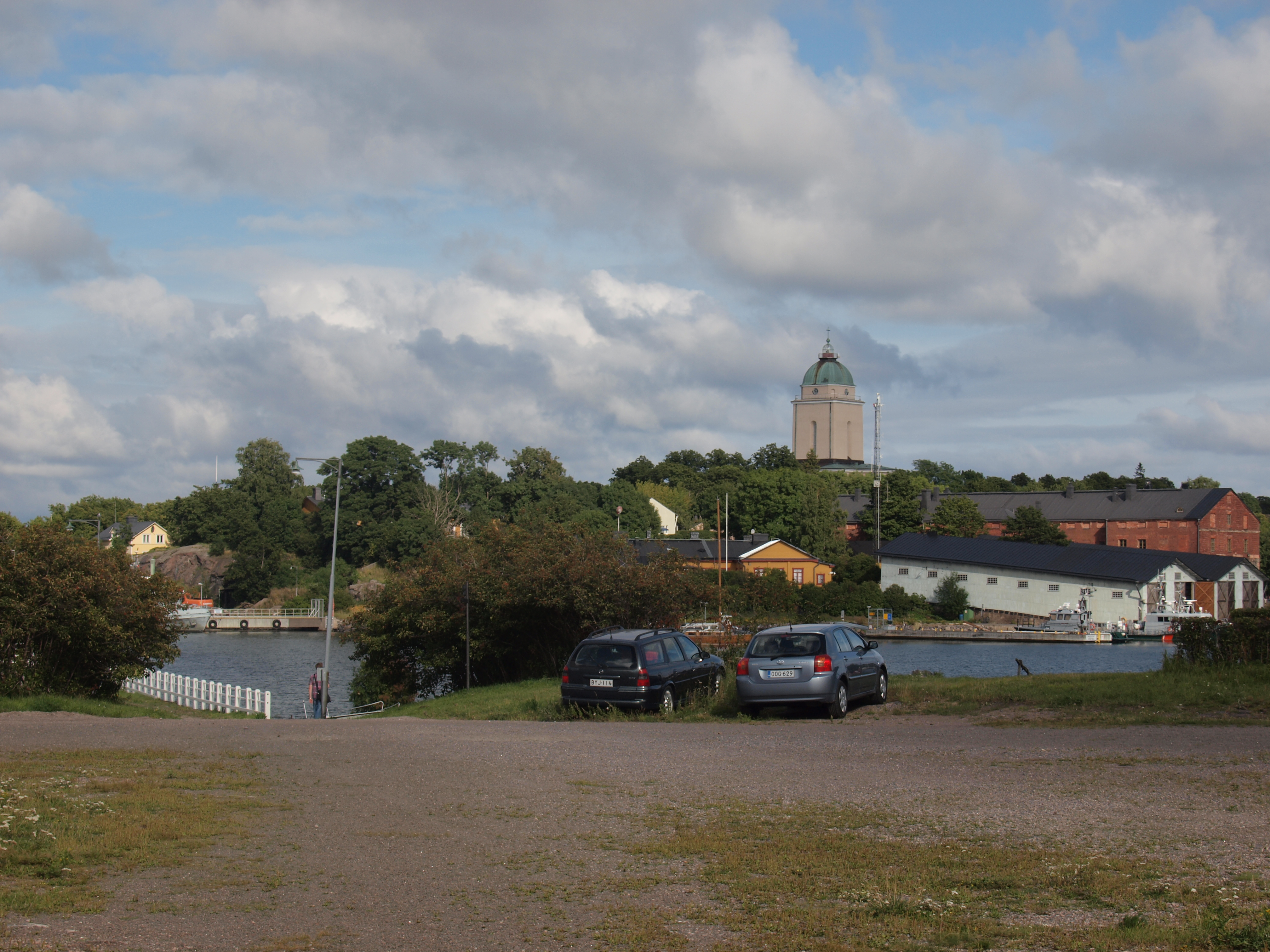
Vue sur Pikku-Mustasaari depuis Länsi-Mustasaari